# Psiloderces septentrionalis
Psiloderces septentrionalis là một loài nhện trong họ Ochyroceratidae. Loài này phân bố ở Thailand.